# راش پلیس ویندمیل (آریزونا)
راش پلیس ویندمیل (به انگلیسی: Rush Place Windmill) یک منطقهٔ مسکونی در ایالات متحده آمریکا است که در آریزونا واقع شده است. راش پلیس ویندمیل ۱٬۳۳۰ متر بالاتر از سطح دریا قرار دارد.